# Friedrichsfelde
Friedrichsfelde är en stadsdel i Lichtenberg i östra Berlin.
Området hette fram till 1699 Rosenfelde men döptes om till Friedrichsfelde efter Fredrik I av Preussen. 1920 inkorporerades Friedrichsfelde i Stor-Berlin. Sedan 1970-talet domineras området av höghus men här finns också Tysklands äldsta betongbostadshus, Splanemann-Siedlung. Stadsdelen har pendeltågsförbindelser genom stationerna Friedrichsfelde Ost och Betriebsbahnhof Rummelsburg samt ingår med stationerna Friedrichsfelde och Tierpark i Berlins tunnelbana.
Här finns Friedrichsfeldes slott, Tierpark och Zentralfriedhof Friedrichsfelde.